# Comité liquidant ou détournant les ordinateurs
« CLODO » redirige ici. Pour l’article homophone, voir Clodo.
Le Comité liquidant ou détournant les ordinateurs, ou Clodo, également appelé Comité pour la liquidation ou le détournement des ordinateurs ou Comité de libération ou de détournement des ordinateurs est une « organisation d'inspiration anarchiste » et anti-industrielle française apparue le 6 avril 1980 lors de la revendication d'un incendie criminel contre la société « Philips Data système » à Toulouse.
Néo-luddiste, le but du groupe est la destruction de moyens informatiques qu'il considère comme des instruments de répression et de contrôle,. Dans un communiqué, le comité affirme : « lutter contre toutes les dominations est notre objectif ».
Ses membres sont restés anonymes.

## Attentats revendiqués
- 8 avril 1980 : incendies de l'entreprise CII-Honeywell-Bull et Philips à Toulouse[2]
- 19 mai 1980 : incendie des archives de l'entreprise International Computers Limited à Toulouse (revendiqué)
- 9 août 1980 : bombe de 5 kg découverte à Louveciennes
- 11 septembre 1980 : incendie d'une société d'informatique à Toulouse[1]
- 2 décembre 1980 : incendie des bureaux de l'Union des assurances de Paris à Paris
- 28 janvier 1983 : plasticage contre un nouveau centre de traitement informatique de la préfecture de Haute-Garonne[2]
- 26 octobre 1983 : incendie des bureaux de l'entreprise américaine Sperry Univac[2]